# Norchia

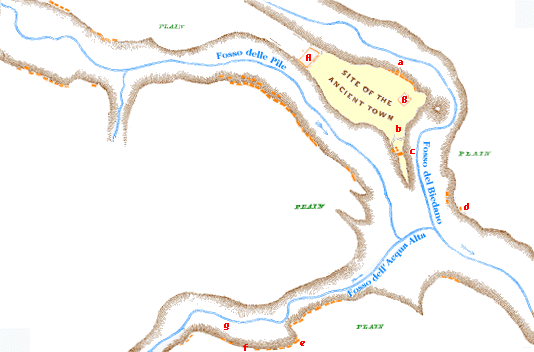
(A) Ruines du château du Moyen Âge, (B) Église du Moyen Âge,(e) Tombes a tempio,(---)(en jaune) Tombes a facciata, (d) tombe Lattanzi

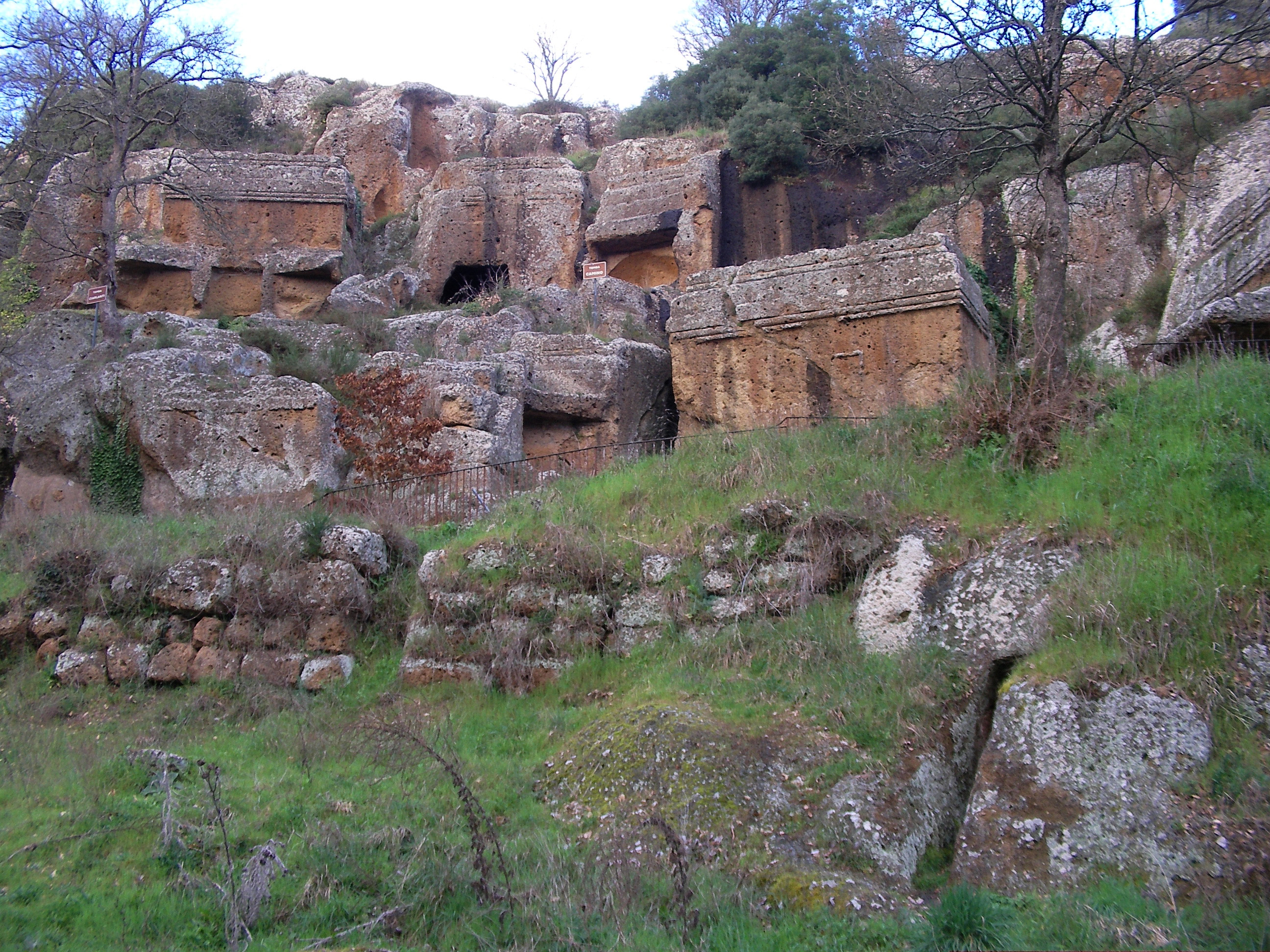
Nécropole étrusque de Norchia.

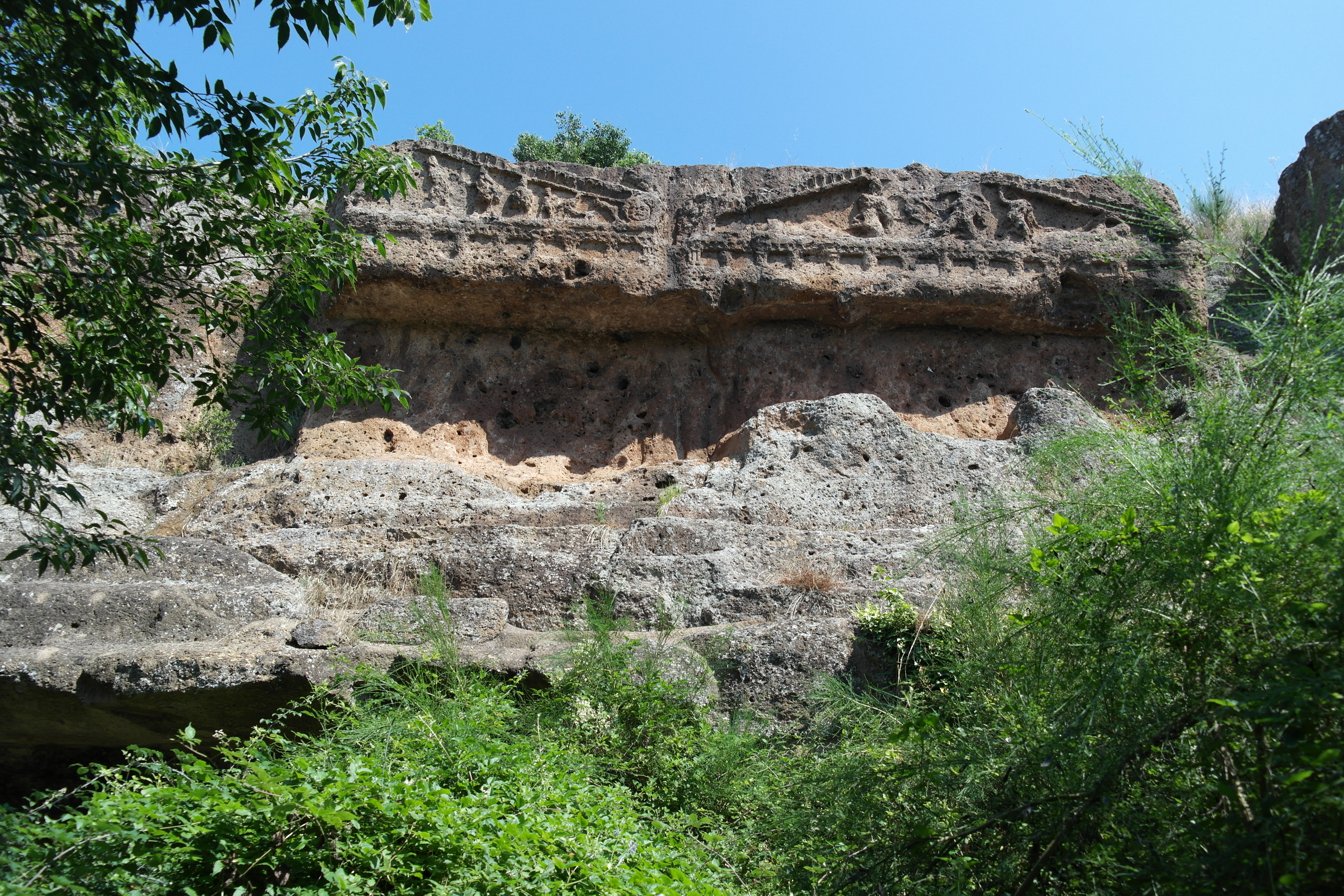
Norchia, deux tombes à fronton dorique

Norchia est une ancienne cité étrusque dotée d'une nécropole adjacente, située près de Vetralla, mais sur le territoire de la municipalité de Viterbe, dans le Latium, en Italie.

## Histoire
Certaines sources identifient la cité de Norchia avec l'ancienne ville étrusque d'Orcla (ce nom n'est pas certain : en latin Orclae apparaît dans des sources médiévales datées de 775 ap. J.-C.. Le "N" apparaît sur une carte de 1638).
Déjà occupé à l'âge du bronze, la ville et la nécropole croissent après l'arrivée des Étrusques. La cité connait son apogée entre le IVe et le IIe siècle av. J.-C., et possédait un temple dédié à la déesse du destin et de la chance Norzia (Nortia en latin).
Elle est traversée par la Via Claudia romaine, quoique le tracé de cette route est certainement beaucoup plus ancien.
Les tombes de la nécropole  sont généralement sculptées directement dans le tuf de la falaise, dotée d'escaliers sur sa façade. Originellement les corps étaient placés à l'intérieur de sarcophages en tuf, encore présents en grand nombre.
Le site fut occupé durant le Moyen Âge jusqu'au XIVe siècle, et subsistent les vestiges d'un château et d'une église de cette époque.

## Sources
- (en) Cet article est partiellement ou en totalité issu de l’article de Wikipédia en anglais intitulé « Norchia » (voir la liste des auteurs).

1. ↑  Page Wikipedia en Italien.